# 萨伦格阿
萨伦格阿（Sarenga），是印度西孟加拉邦Haora县的一个城镇。总人口21621（2001年）。

## 人口
该地2001年总人口21621人，其中男性11098人，女性10523人；0—6岁人口2690人，其中男1365人，女1325人；识字率59.03%，其中男性为64.25%，女性为53.52%。